# Stuntman: Ignition
Stuntman: Ignition är ett datorspel som utvecklades av Paradigm Entertainment, publicerades av THQ och släpptes 2007. Spelet är uppföljaren till Stuntman och kan spelas på Playstation 2, Playstation 3 samt Xbox 360.

## Beskrivning
Stuntman: Ignition är baserat på det ursprungliga Stuntman-spelet som släpptes 2002. Spelaren tar rollen som en stuntförare som arbetar för en filmstudio i Hollywood. Varje nivå bygger på en film och spelaren skall åka igenom nivån och få poäng genom att utföra olika stunts. Efter varje avslutad nivå kan spelaren se den resulterande filmen. Det finns totalt sex filmer och i varje film finns det sex scener (nivåer).

## Filmer
I spelet finns det sex fiktiva filmer.
- Aftershock (2008 film) är en katastroffilm i samma anda som Dante's Peak och Volcano. Denna film utspelar sig i dagens Leavenorth i Washington. Filmen är i regi av Richard Langston.
- Whoopin and a Hollerin' II (2008 film) är en komedi/äventyrsfilm, en parodi på The Dukes of Hazzard. Den är uppföljare till filmen från det tidigare spelet. Denna film utspelar sig i dagens Tennessee i USA. Filmen är i regi av Andy Baxter.
- Strike Force Omega är en actionfilm i samma anda som The A-Team och Megaforce. Filmen är i regi av den före detta stuntmannen, Karl Steel, och utspelar sig i Kirgizistan i mitten av 1980-talet.
- Overdrive är en thriller som liknar 70-talsfilmer i samma anda som Bullitt och Starsky & Hutch om en polis som ger sig på en skoningslös knarkkung och utspelar sig i dagens San Francisco i Kalifornien. Filmen är i regi av Robert Rodina.
- Never Kill Me Again är en parodi på Die Another Day och liksom många James Bond-filmer, som utspelar sig i dagens Peking i Kina. Filmen är uppföljare till Live Twice For Tomorrow som var med i första spelet.
- Night Avenger är en parodi på Batman och är inspelad i dagens Chicago men äger rum i den fiktiva staden Darkdom, ungefär som Gotham från Batman. På Darkdom-polisbilarna, som ofta visas i filmen, står det Police-GPD (Gotham Police Department) istället för Police-DPD (Darkdom Police Department) vilket är en hänvisning till polisbilarna i filmen Batman Begins. Filmen är i regi av Howard Rightman.

## Andra spellägen
Spelet innehåller två andra spellägen, tvåspelarläge där två spelare kan spela antingen Backlot Battle, där spelarna har som mål att utföra så många stunts så möjligt under ett fast antal varv, eller Backlot Race som liknar vanlig racing. Det finns även att läge där spelaren själv kan skapa banor och stunts, med mer.